# 無隠元晦
無隠元晦（むいん げんかい）は、鎌倉時代後期から南北朝時代の臨済宗の僧。

## 経歴・人物

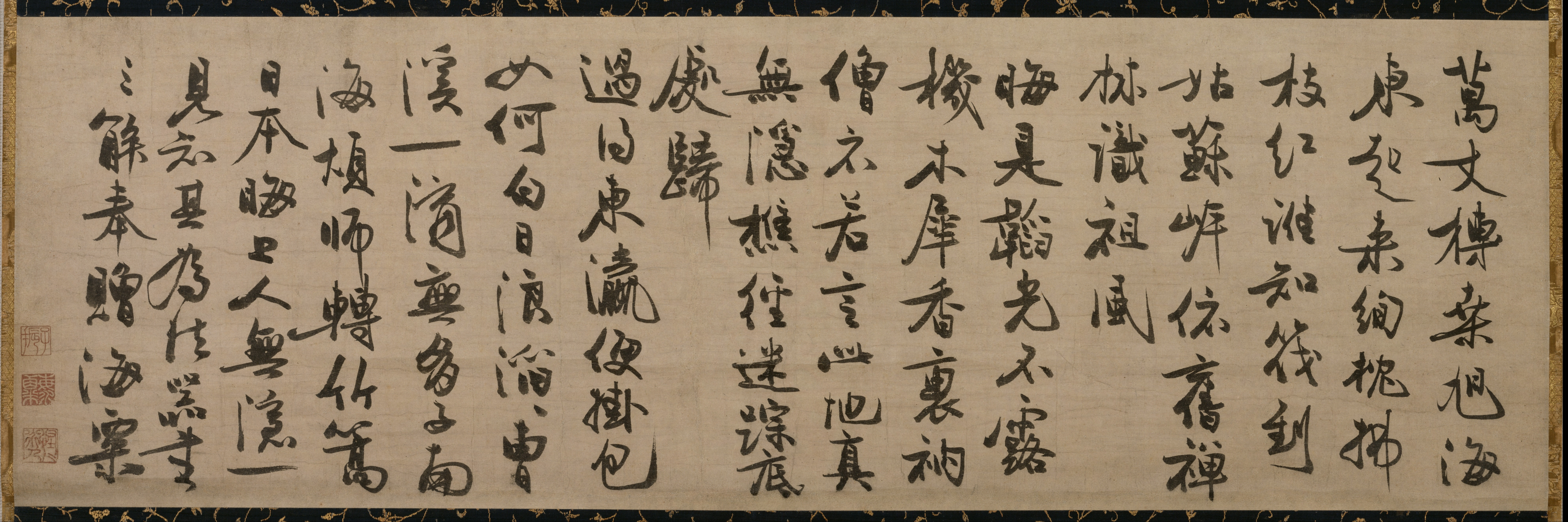
「与無隠元晦詩」

16年間にわたり元に滞在し、中峰明本の法嗣となる。嘉暦元年（1326年）に帰国したのち大友氏泰に招かれ、筑前顕孝寺、聖福寺にはいる。そののち京都建仁寺、南禅寺の住持を歴任した。馮子振が元に滞在中の無隠元晦に対し書き上げた偈は、『与無隠元晦詩』として国宝に指定されている。